# Markéta Fialková
Markéta Fialková (rozená Markéta Němcová, 27. března 1956 Praha – 23. srpna 2011 Tirana) byla česká diplomatka, v době komunistického režimu disidentka. Zabývala se humanitárními otázkami, lidskými právy a dodržováním demokratických pravidel v některých zemích Evropy.

## Život

### Za komunistického režimu
Narodila se jako první ze sedmi dětí v rodině manželů Jiřího Němce a Dany Němcové. Její otec byl v 60. letech redaktorem časopisu Tvář a v období pražského jara patřil k zakládajícím členům Díla koncilové obnovy. Po roce 1977 byli manželé Němcovi představiteli Charty 77 a Výboru na obranu nespravedlivě stíhaných, Jiří Němec ovšem v roce 1983 emigroval do Vídně. 
V roce 1977 podepsala Chartu 77 a poté byla zbavena možnosti dokončit studium. Pracovala jako zahradnice v Botanické zahradě v Praze, prodavačka v antikvariátu, sanitářka v několika nemocnicích. Účastnila se aktivit Polsko-československé solidarity a Hnutí občanské sebeobrany. Jako pozorovatelka se účastnila procesů s disidenty a podávala o nich zprávy pro VONS. Opakovaně byla vyslýchána a krátkodobě zadržována policií. V roce 1985 se provdala za fotografa Přemysla Fialku. Jejími bratry jsou výtvarník David Němec a fotograf Lidových novin Ondřej Němec, nejmladší bratr Jakub tragicky zahynul při dopravním neštěstí. Jejími švagry byli manžel sestry Jany hudebník Mejla Hlavsa, nebo manžel sestry Pavly, diplomat a bývalý ředitel Knihovny Václava Havla Martin Palouš.

### Po roce 1989
Po pádu komunistického režimu vstoupila na diplomatickou dráhu. Od března 1990 byla zaměstnankyní Ministerstva zahraničních věcí. Od května 1990 do března 1994 pracovala jako velvyslankyně ČSFR a České republiky v Polsku. Za zásluhy o rozvoj česko-polských vztahů ji polský prezident Lech Wałęsa vyznamenal Komandérským křížem Řádu zásluh o Polskou republiku. V letech 1994–1995 byla zaměstnána v odboru analýz a plánování MZV, od února 1995 byla dva roky osobní tajemnicí prezidenta Václava Havla. Počínaje únorem 1997 následujících deset let opět pracovala pro analytický odbor ministerstva zahraničí. Českou republiku v Albánii zastupovala od září 2007.
Kromě svého působení v diplomacii pracovala i jako poradkyně Výboru pro vztahy mezi státem a Radou České biskupské konference (1997–1999), členka Vládního výboru pro vězně a nápravná zařízení (1997–1999) a mezi lety 1995–2006 jako pozorovatelka Organizace pro bezpečnost a spolupráci v Evropě při volbách v Bosně a Hercegovině, Kosovu, Gruzii, Makedonii/FYROM a Černé Hoře. V letech 2002–2007 vystudovala Fakultu právnickou Západočeské univerzity v Plzni, kde na katedře mezinárodního práva obhájila diplomovou práci na téma Rozpad Svazové republiky Jugoslávie: vztah mezi mezinárodním a vnitrostátním právem.
Zemřela 23. srpna 2011 v budově české ambasády v Tiraně, podle tiskového mluvčího ministerstva zahraničí Víta Koláře si několik dnů před smrtí stěžovala na zdravotní potíže. V minulosti překonala rakovinu. Byla rozvedená, bezdětná, s místem trvalého pobytu v Praze. Pohřbena byla na hřbitově Malvazinky.